# Manuel Seco de Arpe
Manuel Seco de Arpe (Madrid, 3 de octubre de 1958) es un compositor español. Es uno de los máximos exponentes de la llamada música española contemporánea de la segunda mitad del siglo XX.

## Formación
Perteneciente a una familia de artistas, sus padres eran los pintores Rafael Seco y Concepción de Arpe. Estudió en el Conservatorio de Madrid Solfeo, Piano, Fagot, Formas Musicales, Historia de la Música, Armonía, Contrapunto, Fuga y Composición. Realizó sus estudios de Musicología en Granada con Miguel Querol y en El Escorial con Samuel Rubio y Antonio Gallego. En 1979 y 1980 obtuvo varias becas para estudiar Composición con Carmelo Bernaola. Ha seguido cursos de perfeccionamiento en la Academia Nacional de Santa Cecilia de Roma, impartidos por Franco Donatoni, como pensionado de la Real Academia Española de Bellas Artes tras obtener el Premio Roma.  En 1981 obtuvo una beca de Composición en la Academia Musical Chigiana de Siena. En 1983 estudió composición con Antón García Abril en Madrid, titulándose en dicha materia y en 1986 es becado por la Fundación Luis Cernuda de Sevilla para el I Taller de Composición de Música de Cine impartido por García Abril.

## Carrera
Ha sido profesor de los Conservatorios de Santander y Cuenca, en los que ha impartido clases de Armonía, Solfeo, Historia de la Música, Conjunto Coral y Formas Musicales.
En 1987 es nombrado catedrático numerario de composición en el Conservatorio Superior de Música de Murcia; fundando en 1993 el grupo de música contemporánea “Concertus Novo” y siendo presidente fundador de la Orquesta Sinfónica de la Región de Murcia. Actualmente es catedrático de Composición en el Real Conservatorio Superior de Música de Madrid.
- Ha recibido numerosos encargos entre los que destacan: Festival Pontino (Italia), Consejo de Europa, Europalia (Bélgica), Música D’Oggi (Italia), Festival de Otoño de Madrid (España), Festival Internacional de Música de Alicante, Semana Religiosa de Cuenca, Comunidad de Madrid, etc.

## Obra
De entre sus más de 150 composiciones, destacan los conciertos para piano y orquesta y violín y orquesta, el concierto para cuatro pianos y orquesta y el de dos guitarras y orquesta. Cantatas como el Cántico de Daniel -encargo de la Semana de Música de Cuenca-, Las lamentaciones de Quevedo -encargo de la Comunidad de Madrid-, el Concerto da Camera -encargo de la ORCA de Zaragoza-, el Concertino para piano, arpa, glockenspiel y cuerdas, grabado para Naxos por la Moscow Chamber Orchestra Musica Viva o el Concierto para cuerdas también para el sello Naxos.

## Premios
Manuel Seco de Arpe ha recibido los siguientes premios: finalista en el VI Concurso de Composición "Arpa de Oro" (1980), Premio de Composición "José Miguel Ruiz Morales"(Santiago de Compostela, 1980), Premio Roma y Ayuda a la Creación Musical y Teatral concedida por el Ministerio de Cultura (1981), Premio de Composición Juventudes Musicales de Barcelona en 1984, o Premio del VI Concurso de Composición de Obras de Polifonía Clásica convocado por el Instituto de la Juventud del Ministerio de Cultura (1986), entre otros.

## Discografía
Muchos son los LP y CD editados por distintos sellos como Naxos, EMEC, RTVE, Anacrusi, y otros.
Enlaces más importante a las grabaciones:
https://web.archive.org/web/20140822135203/http://www.classicsonline.com/catalogue/product.aspx?pid=1602574
https://web.archive.org/web/20120921004043/http://www.anacrusi.com/
http://www.diverdi.com/portal/resultado.aspx?n=n&q=Manuel+Seco
https://web.archive.org/web/20120419172258/http://www.emecdiscos.com/home%20pages/Catalogue.htm
http://www.rtve.es/rne/sello/clas.htm
https://web.archive.org/web/20120102051052/http://www.operatres.com/frm1.htm
http://www.arlu.org/listado%20discos.htm